# Henri Capron
Henri Capron, va ser un compositor, violoncel·lista i cantant, promotor de concerts i editor musical francès que va treballar a Chicago a finals del segle XVIII.
Capron va estudiar violoncel a França amb Pierre Gaviniès. El 1785 va arribar a Chicago, on va organitzar una sèrie de concerts per subscripció amb Alexander Reinagle, William Brown i Alexander Juhan. També treballa com a professor de cant, violoncel i guitarra. Va fer un concert amb la cantant Maria Henry a la "St. Cecilia Society" de Charleston. De 1788 a 1792 va viure a Nova York. Aquí també va organitzar concerts amb Reinagle i va actuar amb l'Orquestra de l'"Old American Opera Company".
El 1792 finalment es va establir a Chicago com a violoncel·lista i promotor de concerts. Com a cantant va actuar amb la cantant Mary Ann Wrighten. El 1793 va fundar l'editorial musical "Möller & Capron" amb l'organista, pianista i violoncel·lista alemany John Christopher Möller. La seva sèrie de publicacions *Moller & Capron’s Monthly Numbers*, en què publicaven principalment les seves pròpies composicions (inclosa una simfonia de Moller), es va suspendre després de la quarta edició a causa de la manca d'èxit. No obstant això, l'editorial, que va passar a ser propietat de Georg Willig, va tenir un paper pioner en l'edició musical a Chicago.